# Байцетуй
Байцету́й (рос. Байцетуй) — село у складі Шилкинського району Забайкальського краю, Росія. Входить до складу Розмахнінського сільського поселення.

## Населення
Населення — 143 особи (2010; 160 у 2002).
Національний склад (станом на 2002 рік):
- росіяни — 100 %